# 米洛·麦基弗州立公园
45°18′21″N 122°22′24″W / 45.3059547°N 122.3734195°W
米洛·麦基弗州立公园（英語：Milo McIver State Park）是美国俄勒冈州的一个州立公园，位于克拉克默斯縣的克拉克默斯河沿岸，临近埃斯特奎达与胡德山，从俄勒冈州最大城市波特兰通过高速公路到达公园需要约45分钟。

## 历史
米洛·麦基弗州立公园由米洛·K·麦基弗命名。麦基弗自1950年4月1日至1962年3月31日担任俄勒冈州高速公路委员会委员一职，其中从1958年4月1日至任期结束时担任委员会主席，成为当时在该委员会任职时间最长的人。他任职期间，在房地产、物业管理、融资和工业发展领域的设施对于在投资近10亿美元建设1600公里的新高速公路起到了重要作用。这一时期，俄勒冈州新通车的州际高速公路位居全美国首位。

## 动植物
米洛·麦基弗州立公园内有一处湯森大耳蝠的栖息地。

## 设施
该公园有多种活动设施，包括日间使用和夜间露营营地，徒步旅行和马步道、划船、观鸟和飞盘高尔夫球场。